# 殷尚质
殷尚质（1517年11月7日—1556年11月15日），字仲华，号朴斋，北直隶天津左卫（今天津市）人，明朝武将。历官宁远守备，延安游击，太原左参将，辽阳副总兵等职，嘉靖三十四年（1555年）升为辽东总兵，次年阵亡，是第一位战死疆场的辽东总兵。明廷追赠少保、左都督，谥忠勇，立祠纪念。

## 生平
正德十二年十月二十四日（1517年11月7日），殷尚质出生于天津左卫的一个世袭武将家庭。年少时，为卫学军生。嘉靖十四年（1535年），袭父职为卫指挥佥事，嘉靖二十一年（1542年）任黄花等镇备御，嘉靖二十五年（1546年）调宁远守备，本官升为都指挥佥事，嘉靖二十八年（1549年）升为延安游击，当时延安刚开始驻军，武备松弛，殷尚质加意训练，使延安兵马成为边境雄兵。嘉靖三十一年（1552年）升为山西左参将，嘉靖三十二年（1553年）率军解救被蒙古兵围困的大同巡抚侯钺，因功升辽阳副总兵，嘉靖三十四年（1555年）升为辽东总兵。嘉靖三十五年（1556年），蒙古大汗打来孙率十余万人入侵辽东广宁，殷尚质率军抵抗，嘉靖三十五年十月十四日（1556年11月15日）于塔山一带阵亡，年四十岁。明廷追赠少保、左都督，谥忠勇，立祠纪念。

## 家庭
高祖殷彪、曾祖殷贵、祖父殷洪、父亲殷健四代都为世袭天津左卫指挥佥事。七岁时，父亲去世，由母亲冯氏抚养成人。妻倪氏，继室杨氏。

### 引用
1. ↑  《民国天津县新志·卷二十四之一·殷尚质墓表》：“生于正德丁丑年十月二十四日。”
2. ↑  《民国天津县新志·卷二十一之一》：“尚质弱冠补卫学生。”
3. ↑  《明史稿·列传第七十》：“嘉靖十四年，袭指挥佥事。”
4. ↑  《本朝分省人物考·卷之六·北直隶河间府》：“壬寅春，守御黄花等镇，改任天津右卫，寻管本卫事。抚按廉其忠干，每加推奖。丙午秋，用督抚交荐，守备辽东宁远，移驻沈阳。”
5. ↑  《民国天津县新志·卷二十一之一》：“二十五年，守备辽东宁远，移驻沈阳，升山西都指挥佥事。”
6. ↑  《国朝献征录》卷106《都督殷公尚质墓志铭》：“己酉秋，充游击将军，督军驻延安。内盗外讧，四野汹汹，游击为一时创设，兵皆市人，不习练。公受命，儆惕厉忠武，身先士卒，严刁斗，多间谍，以哨虏情，而参以遁甲孤虗诸法，用能屡歼黠虏，奏凯廷下。于是诸镇之兵，延安称强焉。”
7. ↑  《明史稿·列传第七十》：“三十二年，督军解巡抚侯钺围，擢辽阳副总兵。”
8. ↑  《大明世宗实录》卷405嘉靖三十二年十二月：“命马兰谷参将龚业、大同左参将殷尚质俱充副总兵官，业协守蓟州，尚质辽阳。”
9. ↑  《民国天津县新志·卷二十四之一·赐殷尚质敕》：“皇帝敕谕：署都督佥事殷尚质，今命尔挂印充总兵官，镇守辽东地方……嘉靖三十四年二月二十八日。”
10. ↑  《民国天津县新志·卷二十四之一·殷尚质墓表》：“其死节嘉靖丙辰年十月十四日，享年四十岁。”
11. ↑  《明史稿·列传第七十》：“三十五年十月，打来孙以十余万骑入广宁。尚质急帅游击阎懋官等御之塔儿山。寇先突懋官，营不为动，乃驰攻尚质。尚质殊死战，力屈死之，懋官驰救，亦战死。”
12. ↑  《大明世宗实录》卷441嘉靖三十五年十一月：“戊午，北虏打来孙等率众十余万骑深入辽东广宁等处，总兵官殷尚质率游击阎懋官等御之，虏众不敌。尚质等死之，亡其卒千余人。总督蓟辽右都御史王忬以闻，且自劾调度无策，并论巡抚苏志皋轻率寡谋之罪。兵部覆奏，诏赠尚质少保、左都督，荫一子指挥同知世袭；懋官都督同知，荫一子正千户世袭。仍各立祠祭葬，赐尚质谥忠勇。”
13. ↑  《国朝献征录》卷106《都督殷公尚质墓志铭》：“高祖彪、曾祖贵、祖洪俱指挥佥事。父健即洪季子，以伯仲无嗣，缵先业。健卒，公甫七岁，倜傥不凡。母夫人冯躬勤养育，俾有成立。”
14. ↑  《鸣玉堂稿》卷7《镇守辽东总兵赠少保左都督特进荣禄大夫殷公墓志铭》：“妻倪氏赠夫人，继杨氏封夫人。”